# Манагуа (департамент)
Мана́гуа (исп. Managua) — один из департаментов Никарагуа.

## География
Департамент расположен в западной части страны, на берегу озера Манагуа. На юго-западе он омывается водами Тихого океана. Площадь департамента составляет 3465,10 км². Численность населения — 1 448 271 человек (перепись 2012 года). Плотность жителей — 417,96 чел./км², что делает его самым густонаселённым департаментом Никарагуа после департамента Масая. Административный центр — город Манагуа — является также и столицей страны.
Граничит на севере с департаментом Матагальпа, на западе с департаментом Леон, на востоке с департаментами Карасо, Гранада, Масая и Боако.

## Муниципалитеты
В административном отношении департамент Манагуа подразделяется на 9 муниципалитетов:
1. Вилья-Карлос-Фонсека
2. Манагуа
3. Матеаре
4. Сан-Рафаэль-дель-Сур
5. Сан-Франсиско-Либре
6. Сьюдад-Сандино
7. Тикуантепе
8. Типитапа
9. Эль-Крусеро